# Livia Romano
Livia Romano (Roma, 1958) è un'attrice italiana.

## Biografia
Livia Romano è una attrice attiva dalla metà degli anni settanta. Ha recitato a teatro, in televisione e al cinema. Nota al pubblico per il ruolo di "Marisa delle Tre Fontane" nel film Rimini Rimini diretto da Sergio Corbucci.

## Filmografia

### Cinema
- Ride bene... chi ride ultimo, regia di Marco Aleandri (1977)
- Pin il monello, regia di Sergio Pastore (1982)
- Mi faccia causa, regia di Steno (1984)
- Rimini Rimini, regia di Sergio Corbucci (1987)
- Viaggio di nozze in giallo, regia di Michelangelo Jurlaro (1990)

### Televisione
- Profumo di classe – musical TV (1979)
- L'anitra all'arancia, di Marc-Gilbert Sauvajon, regia di Alberto Lionello – miniserie TV (1982)[2]
- Dancing paradise, regia di Pupi Avati – miniserie TV (1982)[3]
- Delitto e castigo, regia di Mario Missiroli – miniserie TV (1983)
- Un milione al secondo – programma TV (1983-1984)
- Al Paradise – programma TV (1985)[4]

## Teatro
- Pasquino lingua tajente onor de popolino (1976)
- Portobrutto, regia di Mario Amendola e Bruno Corbucci (1977)
- C'hanno rotto lo stivale, regia di Lando Fiorini (1994)[5]